# Movin' on Without You
Singles de Hikaru Utada
Automatic / Time Will Tell
(1998) First Love
(1999)
Movin' on Without You (écrit : Movin' on without you) est le deuxième single d'Hikaru Utada (sous ce nom), sorti en 1999.

## Présentation
Le single sort le 17 février 1999 au Japon sur le label EMI Music Japan, deux mois seulement après le précédent single de la chanteuse, Automatic / Time Will Tell. Il sort en deux formats différents, avec un troisième titre différent sur chacun d'eux : au format "mini CD single" de 8 cm de diamètre (format habituel des singles japonais jusque-là) contenant la version instrumentale de la chanson-titre, et au nouveau format "maxi CD single" de 12 cm de diamètre (qui devient à l'époque la nouvelle norme pour les singles) contenant une version remixée de cette chanson.
L'Oricon ne cumulant pas les ventes des différents formats à l'époque, la version "maxi CD" s'y classe 1er des ventes, tandis que la version "mini CD" s'y classe 5e, leurs ventes cumulées dépassant le million d'exemplaires et en faisant le septième single le plus vendu de l'année au Japon.
La chanson-titre figurera sur l'album First Love qui sort un mois après le single, ainsi que sur la compilation Utada Hikaru Single Collection Vol.1 de 2004. La chanson en "face B", B&C (en référence à "Bonnie and Clyde"), figurera aussi sur First Love dans une version remaniée.

## Titres
Toutes les chansons sont écrites et composées par Hikaru Utada.
| 1. | Movin' on Without You (Movin' on without you)                       | Shin'ichiro Murayama           | 4:38 |
| 2. | B&C                                                                 | Akira Nishihira, Taka & Speedy | 4:20 |
| 3. | Movin' on Without You (Original Karaoke) (Movin' on without you...) | Shin'ichiro Murayama           | 4:41 |

| 1. | Movin' on Without You (Movin' on without you)                           | Shin'ichiro Murayama           | 4:38 |
| 2. | B&C                                                                     | Akira Nishihira, Taka & Speedy | 4:20 |
| 3. | Movin' on Without You -Tribal Mix- (Movin' on without you -tribal mix-) | ?                              | 4:46 |